# گوتلیب کیرشهوف
گوتلیب سیگیسموند کنستانتین کیرشهوف (۱۹ فوریه ۱۷۶۴ - ۱۴ فوریه ۱۸۳۳) یک شیمی‌دان روسی آلمانی‌تبار بود. در سال‌های ۱۷۹۲ تا ۱۸۰۲، دستیار مدیر و سپس مدیر داروسازی سن‌پترزبورگ بود. عضو مسئول (۱۸۰۷–۱۸۱۲) و از سال ۱۸۱۲ عضو دائم آکادمی علوم پترزبورگ (روسيه) بود. در سال ۱۸۱۱، وی با گرم‌کردن نشاسته با اسید سولفوریک در واکنش کاتالیزشده با اسید، نخستین کسی بود که نشاسته را به یک قند (شربت ذرت) تبدیل می‌کرد. این قند سرانجام گلوکز نامگذاری شد. وی همچنین روشی را برای پالایش روغن گیاهی ایجاد نمود و کارخانه‌ای تأسیس کرد که روزانه دو تن روغن پالایش‌شده تهیه می‌کرد.
از آنجا که اسید سولفوریک پیش‌تر به‌کار گرفته نشده بود، این نخستین نمونه‌ی مستند فروکافت در شیمی آلی بود. (اصطلاحی که سپس جونز یاکوب برزلیوس به‌کار برد.)